# Litewska Partia Rolników
Litewska Partia Rolników (lit. Lietuvos ūkininkų partija) - ugrupowanie polityczne o charakterze ludowym założone w 1925 roku. 
Partia została powołana do życia 14 grudnia 1925 roku, tuż przed wyborami do Sejmu III kadencji. Wśród członków założycieli znaleźli się m.in. były poseł do Dumy i minister Petras Leonas, Jonas Aleksa i Rapolas Skipitis. Do wyborów z maja 1926 roku partia poszła w bloku wyborczym z tautininkami i ludowcami, uzyskując w sejmie 2 mandaty. Stanowiła jeden z filarów rządu centrolewicowego, jaki wyłonił się po wyborach. 